# Euphorbia submamillaris
Euphorbia submamillaris là một loài thực vật có hoa trong họ Đại kích. Loài này được (A.Berger) A.Berger mô tả khoa học đầu tiên năm 1907 publ. 1906.